# Bjart Ording
Bjart Ording, född 19 maj 1898 i Nes, död 12 oktober 1975 i Nes, var en norsk ryttare.
Ording blev olympisk silvermedaljör i fälttävlan vid sommarspelen 1928 i Amsterdam.